# Франк, Йосип
Йосип Франк (сербохорв. Јосип Франк, Josip Frank, 16 апреля 1844, Осиек — 17 декабря 1911, Загреб) — хорватский адвокат, юрист и политик, известный представитель Партии права (1861—1929) в хорватском парламенте, и адвокат хорватских национальных интересов в Австро-Венгрии.

## Биография
Родился в еврейской семье, однако принял католичество в возрасте 18 лет. Учился в гимназии в Осиеке. После окончания обучения праву в Венском университете в 1872 году, переехал в Загреб и работал адвокатом. Когда Франк возглавил Партию права, он резко усилил сербофобию в её политической программе. Франк последовательно пытался представить хорватский народ как опору Австро-Венгрии на Балканах, а сербов — как её главных врагов. В 1900—1902 гг. сторонники Франка организовали несколько сербских погромов в Загребе, Карловаце и Славонски-Броде.